# Oppsjöskogen
Oppsjöskogen är ett naturreservat i Hudiksvalls kommun i Gävleborgs län.
Området är naturskyddat sedan 2006 och är 21 hektar stort. Reservatet består huvudsakligen av gammal granskog med inslag av gamla lövträd. I området finns även små sluttningskärr, samt mindre, öppna myrar som kantas av gamla tallar.